# Emilia Nobile
Emilia Nobile (Napoli, 20 aprile 1889 – Napoli, 1º marzo 1963) è stata una filosofa e bibliotecaria italiana.

## Biografia
Nacque a Napoli dal prof. Arminio, direttore dell'Osservatorio astronomico di Capodimonte, e da Emma von Sommer. Laureatasi in filosofia, si dedicò all'insegnamento dapprima presso l'Istituto Magistrale di Salerno (1925) e poi presso l'Ateneo napoletano dove fu incaricata di Storia della filosofia nel 1936-37 e di Filosofia morale dal 1937-38 al 1958-59.
Dal 1930 fu distaccata presso la Biblioteca Nazionale di Napoli, dove portò a termine il catalogo della Biblioteca di Maria Carolina, curò l'ordinamento delle Carte Ranieri e dal 1941 ebbe l'incarico di direttrice della Sezione Teatrale Lucchesi Palli fino al suo collocamento a riposo nel 1960. Nel 1945 superò il concorso per bibliotecario aggregato e come direttrice curò la mostra Verdiana del 1951, allestita nella Nazionale. Ricevette anche un premio dall'Accademia d'Italia e fu socia ordinaria della Società di Scienze, Lettere e Arti e dell'Associazione italiana biblioteche, dove fu confermata nel comitato regionale della Campania dal 1948 .
Morì nel marzo del 1963 per le conseguenze di un tragico incidente.

## Pubblicazioni
- Dualismo e Religione, Milano, Albrighi, Segati & c., 1927
- Jakob Böhme ed il suo dualismo essenziale, Milano-Genova, Società editrice Dante Alighieri, 1928
- Il dualismo nella filosofia : sue ragioni eterne e sue storiche vicissitudini, Napoli, "2000" Officina Tipografica Editoriale, 1933
- Il dualismo filosofico, 2 voll., Napoli : Tip. Ed. Riano, 1935-1940
- Presupposti filosofici per una storia delle religioni, Napoli, Tip. A.L.G., 1938
- La legge morale alla luce del dualismo filosofico, Napoli, Loffredo, 1940
- Etica e modernismo nel pensiero di Igino Petrone, Napoli, Pellerano - Del Gaudio, [s.d.]
- La morale e le altre forme dello Spirito, Napoli, Pironti, 1946
- La pace come ideale della ragione : Seguita dal testo, tradotto in italiano, del trattato "Zum ewigen Frieden" di E. Kant, Napoli, Pironti, 1947
- Il quarto libro della metafisica di Aristotele e le sue inferenze, Napoli, Raffaele Pironti e Figli, 1950
- L'idea dell'immortalità dell'anima e la sua efficacia sulla civiltà e sull'educazione, Napoli, Pironti, 1951
- Panteismo e dualismo nel pensiero di Schelling : le critiche di Schelling a Reinhold e di Galluppi a Schelling, Napoli, R. Pironti e figli, 1953
- Storia ed eticità, Napoli, R. Pironti e figli, 1956
- Giustizia e grazia, Napoli, Pironti, 1957